# 菊池幸雄
菊池 幸雄（きくち ゆきお、1929年8月10日 - 2017年4月29日）は、日本の国土交通技官、理学博士。気象庁長官を務めた。

## 来歴・人物
北海道出身。1957年に北海道大学理学部を卒業し、同年に気象庁に入庁。1983年に名古屋気象台長、1984年7月に観測部長、1985年4月に予報部長を経て、1987年4月から1990年4月までに長官を務めた。
1999年11月に勲二等瑞宝章を受章。
2017年4月29日に多臓器不全のために死去。87歳没。